# Menojkeus (ojciec Kreona)
Menojkeus – w mitologii greckiej ojciec Kreona, Jokasty i Hipponome oraz dziadek i teść Edypa. Był tebańskim królem, synem Oklazusa, wnukiem Penteusza i potomkiem Spartojów (poprzez swojego pradziadka Echiona).